# Capillaster asterias
Capillaster asterias is een haarster uit de familie Comatulidae.
De wetenschappelijke naam van de soort werd in 1931 gepubliceerd door Austin Hobart Clark.